# Mycetobia fulva
Mycetobia fulva är en tvåvingeart som beskrevs av Philippi 1865. Mycetobia fulva ingår i släktet Mycetobia och familjen fönstermyggor. Inga underarter finns listade i Catalogue of Life.